# 边际效用
在微观经济学中，边际效用（英語：marginal utility），又译为边际效应，是指每新增（或减少）一个单位的財貨或服务，它对財貨或服务的收益增加（或减少）的效用，也即是「效用──財貨或服务量」图的斜率。经济学通常认为，随着財貨或服务的量增加，边际效用将会逐步减少，称为边际效用递减法則。
在这里要注意的是，边际效用是指某种財貨的消费量每增加一单位所增加的满足程度，针对的是消费者；而边际报酬（marginal returns）则对应生产者。同样，随着財貨或服务的量增加，边际报酬也将会逐步减少，称为边际报酬递减法則。